# Levon Thomas

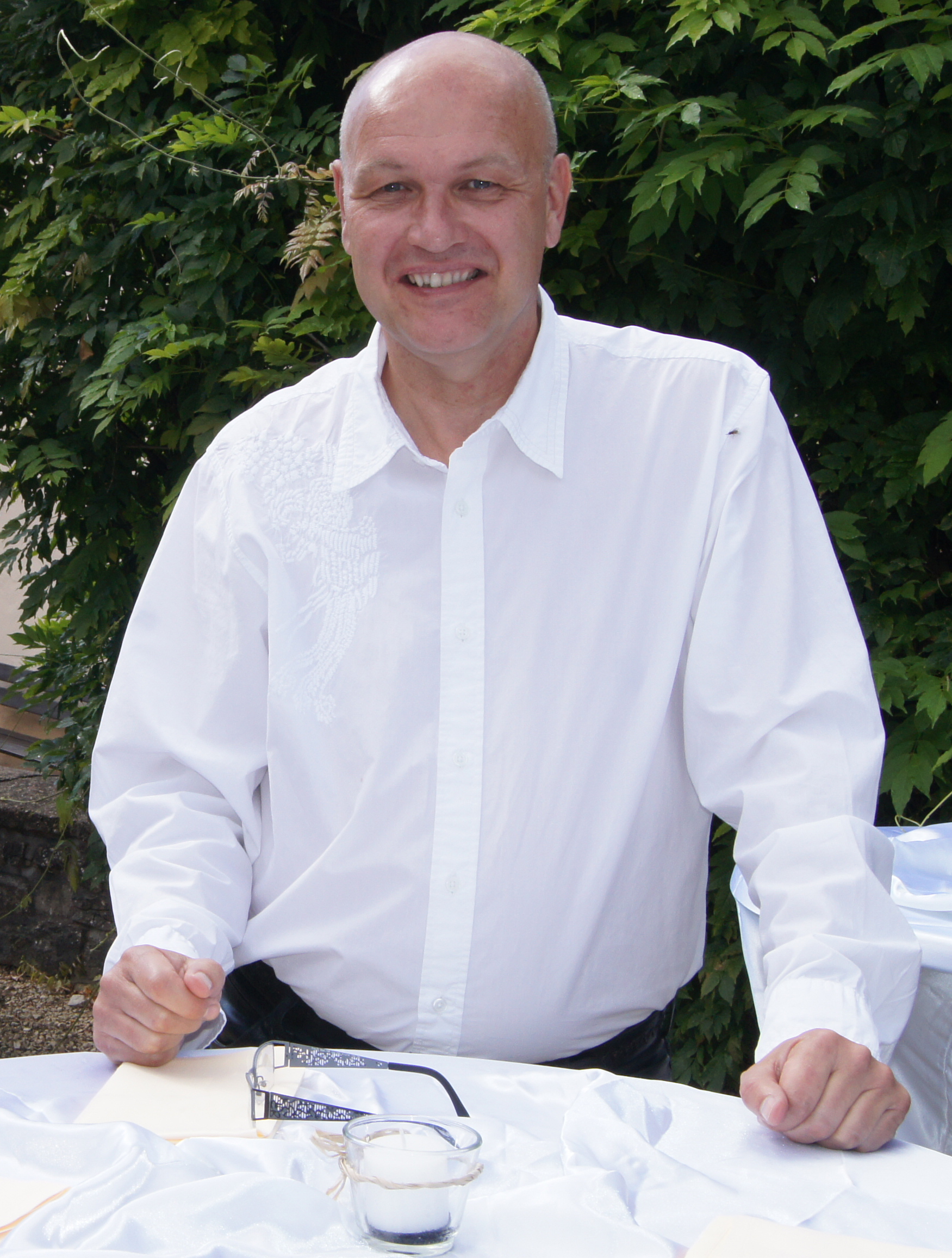
Levon Thomas

Levon Thomas (* 26. März 1955) ist ein deutscher Texter, Musikproduzent und Komponist.

## Musikalische Karriere
Die ersten professionellen Texte von Levon Thomas wurden auf dem 1979er Album Walking The Voodoo Nights von Santiago (EMI) publiziert. Das von Humberto Gatica gemischte Album wurde 1980 mit dem Deutschen Schallplattenpreis ausgezeichnet. In den folgenden Jahren war Levon Thomas an zahlreichen Produktionen bei EMI in Köln beteiligt und schrieb Texte für Künstler wie Bogart, Jane Palmer, Liane Lee, Earforce, Wolf Maahn, Page One, Playing Games und andere.
1983 traf Levon Thomas den spanischen Sänger Miguel Ríos (Song Of Joy), dessen Titel Antinuclear auf einem Text von Levon Thomas basiert. Das dazugehörige Album ‘El Rock De Una Noche De Verano’ (Polydor) erreichte Platin-Status und war No. 1 in Spanien und Südamerika.
1984 notierte das Projekt Band Of Gold, an dem Levon Thomas zusammen mit dem Komponisten, Produzenten und Keyboarder Paco Saval (Santiago, Food Band, Wolf Maahn, Soulcats) und dem englischen Keyboarder und Produzenten Pete Wingfield (Everly Brothers, Westernhagen, Paul McCartney, Five Star, Alison Moyet) beteiligt war, wochenlang in den amerikanischen Billboard Top 100. Die Singles Lovesongs Are Back Again und In Love Again (RCA) notierten außerdem in den Top 10 der Billboard Black Music Charts, waren weltweit in den Charts vertreten, erreichten in Holland und England Top 20 Plätze und No. 1 Status in Mittel- und Südamerika.
Levon Thomas und Trapp bilden seit 1994 ein Komponisten- und Produzententeam. Levon Thomas hat als Texter an zahlreichen Produktionen mitgearbeitet.

## Diskografie (Auszug)
| Veröffentlichung | Titel                                                  |
| ---------------- | ------------------------------------------------------ |
| 1979             | Santiago – Walking The Voodoo Nights (EMI)             |
| 1980             | Saval – Borderline (Polydor)                           |
| 1980             | Lipps – Lipps (EMI)                                    |
| 1981             | Bogart – …Again (EMI)                                  |
| 1982             | Earforce – Hot Line (Intercord)                        |
| 1983             | Miguel Rios – El Rock De Una Noche De Verano (Polydor) |
| 1984             | Band Of Gold – Lovesongs Are Back Again (RCA)          |
| 1985             | Saval – Pina Colada (EMI)                              |
| 1985             | Mario Argandoña – For My Only One (EMI)                |
| 1985             | Jody – Private Luxury (EMI)                            |
| 1986             | Band Of Gold – The Album (Galaxy)                      |
| 1993             | Page One – The Side-Effects Of Life (X-Stream)         |
| 1994             | SO..SO – Nur So (CPR)                                  |
| 1994             | Page One – K.I.D.S. (X-Stream)                         |
| 1996             | Spiro – Kein Problem (BMG)                             |
| 1998             | Page One – Shoot (X-Stream)                            |
| 1999             | LCE – Grenzenlos (Monopol)                             |
| 2003             | Ear Candy – Been There, Done That                      |
| 2009             | Trapp – Fast Ein Held                                  |
| 2009             | Levon Thomas – Klavierschüler Und Revolverhelden       |
| 2013             | Levon Thomas – Der Rest Ist Geschichte                 |
| 2017             | Levon Thomas – Sechzig                                 |
| 2020             | Levon Thomas – Widderlich                              |
| 2022             | Levon Thomas – Doktor Exitus                           |

| Personendaten    | Personendaten                       |
| ---------------- | ----------------------------------- |
| NAME             | Thomas, Levon                       |
| ALTERNATIVNAMEN  | Hempel, Thomas (wirklicher Name)    |
| KURZBESCHREIBUNG | deutscher Sänger und Musikproduzent |
| GEBURTSDATUM     | 26. März 1955                       |